# Васкес, Фернандо (легкоатлет)
Фернандо Васкес Мартинес (исп. Fernando Vázquez Martínez; род. 4 мая 1971, Сьеса, Мурсия) — испанский легкоатлет, специалист по спортивной ходьбе. Выступал за сборную Испании по лёгкой атлетике в 1990-х годах, победитель Кубка Европы в командном зачёте, призёр первенств национального значения, участник летних Олимпийских игр в Атланте.

## Биография
Фернандо Васкес родился 4 мая 1971 года в городе Сьеса, автономное сообщество Мурсия.
Впервые заявил о себе в лёгкой атлетике на международном уровне в сезоне 1990 года, когда вошёл в состав испанской национальной сборной и выступил на юниорском мировом первенстве в Пловдиве, где в ходьбе на 10 000 метров стал шестым.
В 1992 году на домашнем иберо-американском чемпионате в Севилье финишировал пятым в ходьбе на 20 км.
В 1993 году на Кубке мира по спортивной ходьбе в Монтеррее занял 39-е место в личном зачёте 20 км и тем самым помог своим соотечественникам выиграть бронзовые медали командного зачёта.
На чемпионате Европы 1994 года в Хельсинки показал 11-й результат, тогда как на иберо-американском чемпионате в Мар-дель-Плате был седьмым.
В 1995 году на Кубке мира в Пекине во время прохождения дистанции в 20 км был дисквалифицирован. На чемпионате мира в Гётеборге сошёл.
На Кубке Европы 1996 года в Ла-Корунье завоевал бронзовую и золотую награды в личном и командном зачётах 20 км соответственно. Благодаря череде удачных выступлений удостоился права защищать честь страны на летних Олимпийских играх в Атланте — в программе ходьбы на 20 км показал результат 1:27:35, расположившись в итоговом протоколе соревнований на 39-й строке.
После атлантской Олимпиады Васкес остался действующим спортсменом на ещё один олимпийский цикл и продолжил принимать участие в крупнейших международных стартах. Так, в 1997 году на Кубке мира в Подебрадах он с личным рекордом 1:20:59 занял 28-е место в дисциплине 20 км, в то время как на чемпионате мира в Афинах был 37-м.
В 1998 году на Кубке Европы в Дудинце показал 13-й результат в личном зачёте 20 км, получил серебро в командном зачёте и золото в общекомандном мужском зачёте. На иберо-американском чемпионате в Лиссабоне финишировал четвёртым.
В 1999 году на Кубке мира в Мезидон-Канон занял 44-е место и на этом завершил спортивную карьеру.